# Dendrobium brevicolle
Dendrobium brevicolle är en orkidéart som beskrevs av Johannes Jacobus Smith. Dendrobium brevicolle ingår i släktet Dendrobium, och familjen orkidéer. Inga underarter finns listade i Catalogue of Life.